# Людиновский тепловозостроительный завод
Люди́новский тепловозострои́тельный заво́д — ведущее машиностроительное предприятие в России по серийному выпуску современных маневровых тепловозов с гидро- и электропередачей.
Завод расположен в центральной части России, в 330 километрах от Москвы, в городе Людиново Калужской области, на берегу озера Ломпадь. Свою историю завод ведёт с 1745 года и является одним из старейших промышленных предприятий России.
Здесь были выпущены первые рельсы для первой в России железной дороги, первые отечественные пароходы с установленными на них паровыми машинами собственного производства, первые паровозы.
На протяжении 80 лет завод был единственным предприятием в стране по выпуску локомобилей.
С 1958 года одним из первых в СССР стал выпускать тепловозы.
За годы развития тепловозостроения на Людиновском тепловозостроительном заводе (ЛТЗ) было создано более 30 модификаций железнодорожного подвижного состава, изготовлено более 18 000 локомотивов, из которых более 700 поставили на экспорт.
С 2007 года входит в состав машиностроительного холдинга «Синара-Транспортные Машины» из состава АО Группа Синара.

## История
Строительство завода под названием Людиновский железоделательный завод было начато в 1732 году сыном тульского оружейника, заводчиком Никитой Никитовичем Демидовым на базе Жиздринских железнорудных месторождений. Завершено в 1745 году. Завод специализировался на выплавке чугуна и изготовлении простейших металлических изделий.
В 1820 году Людиновский железоделательный завод вместе с прилегающими к нему деревнями и землями покупает секунд-майор И. А. Мальцов. Его сын С. И. Мальцов меняет специализацию предприятия. С 1820 года на заводе начинается выпуск транспортных и энергетических машин. Налаживается рельсопрокатное производство.
В 1841 году на заводе изготовлены первые рельсы для Николаевской железной дороги. В 1844 году начато строительство первых отечественных пароходов, которые впоследствии открывали навигацию по рекам Десне, Днепру и Волге.
Со второй половины XIX века завод становится одним из центров отечественного паровозостроения. В 1870 году на заводе построен первый в России узкоколейный товарный паровоз. С 1871 по 1877 годы было выпущено 49 паровозов, которые превзошли достоинством паровозы французских, австрийских и ряда других заводов и на Московской политехнической выставке получили большую золотую медаль и аттестат первой степени. С 1870 по 1881 годы Людиновским заводом было выпущено 373 паровоза, 154 пассажирских вагона, 8428 товарных вагонов. Кроме того завод производил сельхозинвентарь (соломорезки, просорушки, молотилки), котлы центрального отопления.
В 1874−1878 годах предприятие строило рутьеры или, по заводской терминологии, «паровозы для обыкновенных дорог» по образцу машины английской фирмы «Авелинг и Портер». Это было самое первое в России автомобильное производство.
В 1905 году на заводе начат выпуск локомобилей по патенту немецкой фирмы «Ланц». С 1905 по 1917 годы заводом было выпущено 2558 локомобилей.
В 1930-е годы завод массово выпускает локомобили и паросиловые установки. Выполняя план ГОЭЛРО, завод выпустил более 22 тысяч локомобильных электростанций для отдалённых районов страны.
В 1940 году заводом было выпущено свыше 600 локомобилей общей мощностью 38512 л. с.
В годы Великой Отечественной войны завод был эвакуирован в города Кусу (Челябинская область), Балаково, Сызрань. В результате эвакуации оборудования предприятия в Сызрани на его базе в годы войны был построен Сызранский локомобильный завод, ныне — ОАО «Тяжмаш».
Уже с 1944 года завод снова начинает выпуск локомобилей для нужд сельского хозяйства страны. План первого квартала 1945 года по выпуску локомобилей завод перевыполнил вдвое.

## Начало тепловозостроения
7 декабря 1957 года Совет Министров РСФСР постановил организовать на Людиновском заводе производство маневровых тепловозов мощностью 750 л. с. с гидромеханической передачей, в связи с указанной специализацией завод стал именоваться Людиновским тепловозостроительным заводом.
В декабре 1958 года выпущен первый тепловоз ТГМ2 по проекту Луганского завода.
В мае 1959 года построен первый тепловоз ТГМ3 конструкции Людиновского тепловозостроительного завода. В конце 1959 года выпущен новый опытный тепловоз с унифицированной гидропередачей ТГМ3А. В 1965 году изготовлены два первых образца тепловоза ТГМ5 мощностью 2400 л. с.
В 1966 году выпущен первый двухсекционный тепловоз ТГ16 мощностью 3 280 л. с. для Южного Сахалина (узкоколейный), который на локомотивной выставке в Москве получил малую золотую медаль. Замена паровозного парка тепловозами на Южном Сахалине решила проблему коренного технического перевооружения островной железнодорожной магистрали. Изготовлен первый магистральный тепловоз ТГ102 в двух секциях мощностью 4000 л. с. На базе тепловоза ТГМ5 с обеспечением максимальной унификации выпущен опытный образец маневрового тепловозаТГМ6 для металлургической промышленности.
В 1971 году выпущен первый опытный образец тепловоза ТГМ4.
В 1972 году выпущен тепловоз ТГМ8 мощностью 800 л. с. для экспорта во Францию по особым требованиям металлургической компании «Сольмер». «Эти локомотивы настолько надёжны, что спрашивается: для чего необходимы запасные части…» писала марсельская газета «Ла-Провинцаль» по факту поставки с тепловозами необходимого количества запасных частей.
В 1974 году выпущен первый опытный совершенно новый манёврово-вывозной тепловоз ТЭМ7 мощностью 2000 л. с. с электропередачей переменно-постоянного тока, впервые в России в восьмиосном исполнении. Выпущен маневровый тепловоз ТГМ7 мощностью 800 л. с. для Сахалина на базе существующих тепловозов с учётом высокой степени унификации. Тепловозам ТГМ4, ТГМ4А, ТГМ6 присвоен Государственный Знак качества.
В 1975 году выпущен 5000-й тепловоз.
10 июня 1986 года Людиновский тепловозостроительный завод министерства тяжёлого и транспортного машиностроения СССР был награждён орденом Трудового Красного Знамени.
В 1990 году завод перешёл на выпуск более современных тепловозов ТЭМ7А.
XXI век ознаменовался для завода выпуском двух опытных образцов грузового магистрального тепловоза ТЭРА (совместного производства с фирмой «Дженерал Моторс» США) мощностью 4000 л. с.

## Дизель-поезда, автомотрисы и путевая техника
Наряду с тепловозами на заводе изготавливалась моторвагонные дизельные поезда и железнодорожная путевая техника. Автомотрисы служебная АС4 и АС4МУ, рельсосмазывательная автомотриса РСМ1, дизель-поезд локомотивной тяги ДЛ2 и моторвагонные дизель-поезда служебные СДП1, СДП2, СДП3, СДП4, ДПС и МДП4; фрезерно-роторный электрический снего-очиститель ФРЭС2, тягово-энергетическая установка ТЭУ630, мусоровозы М 72 на базе ЗИЛ и КАМАЗ.
Обкатку всей своей продукции завод проводит на собственном рельсовом кольце длиной шесть километров, расположенном на восточной окраине города.

## В составе Группы Синара
В 2007 году Людиновский тепловозостроительный завод вошёл в холдинг «Синара — Транспортные машины» («СТМ»). Разработана и начала реализоваться инвестиционная программа по техническому перевооружению завода, предусматривающая модернизацию существующего станочного парка и приобретение нового оборудования;
В 2008 году запущен в серийное производство тепловоз ТЭМ7А, оборудованный микропроцессорной системой контроля управлением и диагностики (МСКУД), оснащённый электрическим остановочным тормозом. Тепловоз сертифицирован ГУ «РС ФЖТ» на соответствие нормам безопасности и эксплуатации локомотива.
В 2009 году завод получил сертификат соответствия системы менеджмента качества требованиям ГОСТ Р ИСО 9001. Внедрён процесс сертификации системы менеджмента бизнеса на соответствие международному стандарту железнодорожной промышленности IRIS. На пути создания бережливого производства осваивается система 5"S".
В сентябре 2009 года в рамках работы Международного салона железнодорожной техники «Экспо-1520», проходившем в Щербинке Московской области, прошла презентация нового четырёхосного манёврово-вывозного тепловоза ТЭМ9. В октябре 2009 года данный тепловоз запущен в серийное производство. Тепловоз оснащён электрической передачей переменно — постоянного тока и индивидуальным приводом колёсных пар. Новый дизель — генератор ДГ-880Л мощностью 1200 л. с. для тепловоза изготовили на Уральском дизель-моторном заводе, который также входит в Группу Синара.
За 50-летний период тепловозостроения на заводе создано более 20 модификаций тепловозов. Тепловозы с маркой ЛТЗ эксплуатируются в 11 странах мира. За заслуги перед Отечеством завод дважды награждался орденами Трудового Красного Знамени.
К марту 2013 года на заводе произведены и поставлены ОАО «РЖД» два новых тепловоза ТЭМ14, сконструированные в Центре инновационного развития СТМ. Двухдизельная силовая установка обеспечивает рациональное использование энергоресурсов и сокращает количество вредных выбросов. В числе перспективных моделей — двухсекционный магистральный тепловоз ТГ16М для Сахалинской железной дороги, также сконструированный в ЦИР СТМ.